# Xanthocryptus robustus
Xanthocryptus robustus är en stekelart som beskrevs av Cameron 1901. Xanthocryptus robustus ingår i släktet Xanthocryptus och familjen brokparasitsteklar. Inga underarter finns listade i Catalogue of Life.